# 小叶锦鸡儿
小叶锦鸡儿（学名：Caragana microphylla）是一种豆科锦鸡儿属的植物。这种植物分布于中国东北、内蒙古、河北、陕西等地区；蒙古及俄罗斯西伯利亚地区也有分布。
其种加词microphylla，意为“小叶的”。